# Tarma

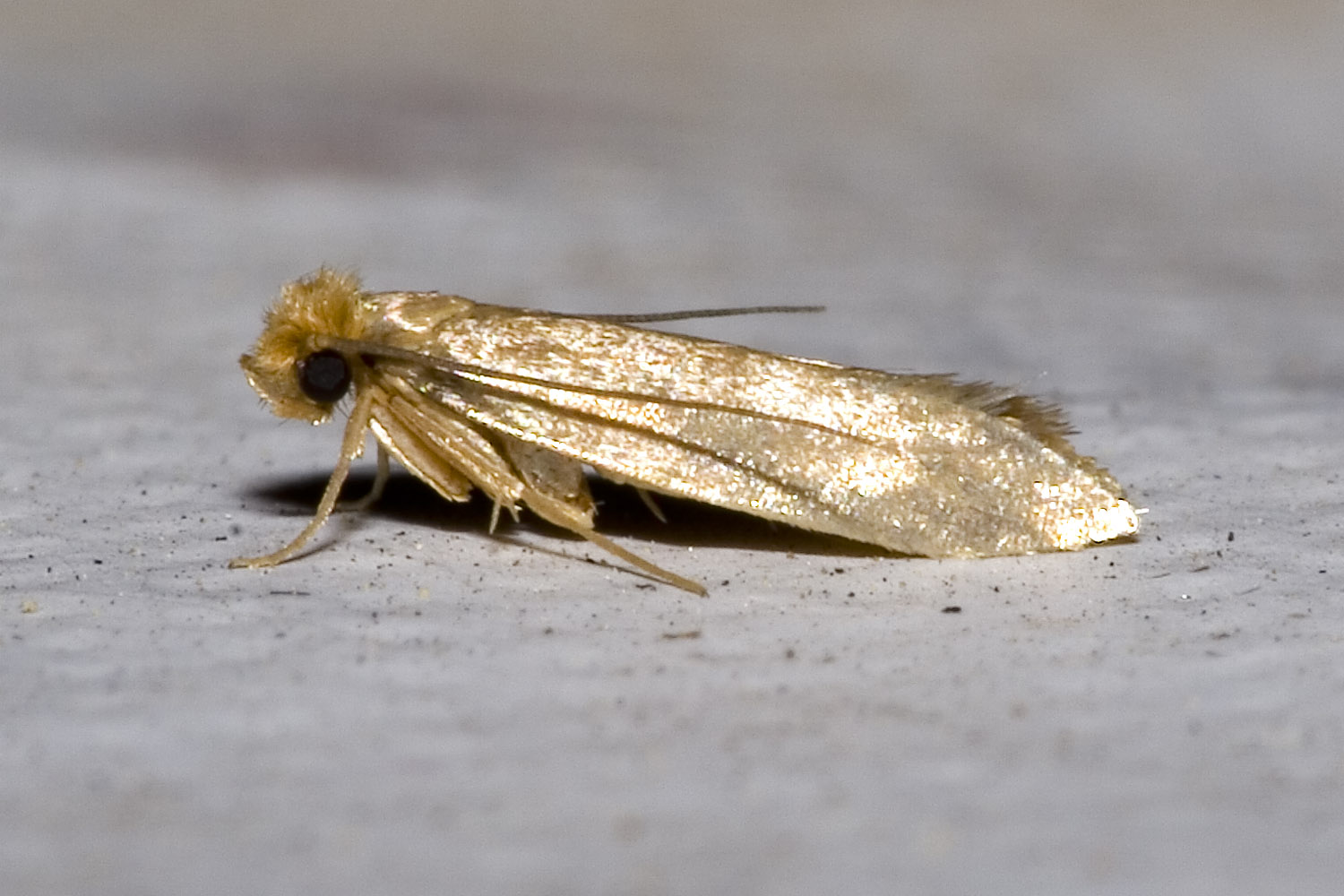
Tineola bisselliella

Tarma, o tignola, è il nome comunemente utilizzato per indicare alcune specie di lepidotteri appartenenti alla famiglia Tineidae, le cui larve si nutrono di tessuti come lana e seta, oltre ad altre tipologie di sostanze contenenti cheratina. Si nutre talvolta anche di capelli umani e può rifugiarsi negli armadi e cibarsi dei vestiti presenti.

## Varietà e caratteristiche
- La tignola dei crini (Tineola bisselliella) è considerata la varietà più comune. La sua larva è nuda e fila un poco di seta intorno alle sue provviste di cibo.
- La tignola delle pellicce (Tinea pellionella) è meno comune della prima. Questo tipo di tarma è più piccola, e misura tra 3 e 6 millimetri. È di colore giallo o marrone grigiastro, con macchie marroni più scure sul primo paio di ali, le larve vivono in un involucro fatto con frammenti di seta e tessuti.
- La tignola dei tappeti (Trichophaga tapetzella) è un'infestante che vive nelle stesse aree. Essa completa il proprio ciclo vitale in un anno, ma la velocità di sviluppo dipende da temperatura, umidità e disponibilità di cibo. La sua apertura alare è di 14–18 mm. La larva vive in una galleria tortuosa, costruita con frammenti di tappeti e altri tessuti, tenuti insieme da bave seriche.

## Nutrimento
Il bruco (larva) della tarma è noto per essere un grave infestante. Può trarre il suo nutrimento non solo dai tessuti - in particolare lana - ma anche, come la maggior parte dei bruchi, da molte altre fonti.
Le tarme si nutrono di tessuti e fibre naturali; hanno la capacità di trasformare la cheratina, proteina presente in capelli, peli e lana, in cibo. Le tarme preferiscono i tessuti sporchi e sono particolarmente attratte dai tappeti e dai vestiti che contengono sudore umano e residui di altri liquidi. Sono attratte in questi casi non tanto dal cibo ma dall'umidità. Le larve non bevono acqua, di conseguenza deve contenerne il loro cibo.

## Ciclo vitale
Dalle uova escono larve, che cominciano a nutrirsi, si impupano ed escono sotto forma di adulti. Gli adulti non mangiano: i maschi adulti cercano le femmine e le femmine adulte cercano posti dove deporre le uova. Una volta terminata la riproduzione, muoiono. Contrariamente a quello che comunemente si crede, le tarme adulte non mangiano né causano danni a vestiti o tessuti. Sono le larve le uniche responsabili di questo, poiché passano la loro vita a mangiare e alla ricerca di cibo.
Sia adulti sia larve preferiscono luoghi scarsamente illuminati, mentre le altre farfalle sono attratte dalla luce. Le tarme preferiscono aree buie o in penombra. Se le larve vengono a trovarsi in luoghi illuminati, cercheranno di spostarsi sotto i mobili o i tappeti. I tappeti tessuti a mano sono tra le loro prede preferite, per la facilità con cui possono nascondersi nella loro parte inferiore, e da lì fare i loro danni. Si infilano anche negli zoccolini ai bordi delle stanze in cerca di aree buie dove poter trovare cibo.
Preferiscono ambienti umidi, ma in condizioni di scarsa umidità si sviluppano lentamente. Queste specie di tarme sono piccole falene i cui adulti crescono fino a 2 cm. Le loro uova sono piccole, in genere lunghe meno di 1 mm e scarsamente visibili. Una femmina può deporre centinaia di uova nella sua vita; le uova vengono deposte in luoghi attentamente scelti per le migliori possibilità di sopravvivenza. Le uova sono attaccate con una sostanza simile alla colla e possono essere piuttosto difficili da rimuovere. Dopo la schiusa delle uova, le larve cercano immediatamente cibo. Le larve possono mangiare il cibo necessario in meno di due mesi, ma se le condizioni ambientali non sono favorevoli, si ciberanno ad intermittenza per un tempo più lungo, fino a due anni. Ogni larva si tesse un bozzolo in cui si trasforma in un adulto. Le larve rimangono in questi bozzoli tra uno e due mesi, poi escono come adulti, pronte ad accoppiarsi e a deporre le uova.

## Difesa dai danni
Per bloccare un'infestazione di tarme ci si può orientare sui seguenti sistemi:
- trappole collanti attivate con feromoni specifici: per monitorare la situazione dell'infestazione e impedire gli accoppiamenti
- aspirapolvere: le tarme si annidano in tappeti e zoccolini, passare l'aspirapolvere costituisce un passo importante per la completa disinfestazione
- pulizia a secco dei tessuti infestati: questo passaggio elimina le tarme esistenti dai vestiti ed elimina l'umidità
- luce solare: ha un effetto limitato
- calore: temperature molto alte (50 °C per più di 30 minuti). Queste condizioni si possono raggiungere mettendo i materiali infestati in una soffitta o lavando i tessuti a temperature maggiori (per la lana esiste il rischio di infeltrimento)
- congelamento: congelare l'oggetto infestato per diversi giorni a una temperatura inferiore a 0 °C
- affumicamento con ghiaccio secco: affumicare un oggetto con ghiaccio secco, cioè immergere un oggetto in anidride carbonica ad alta concentrazione, eliminerà tutti gli stadi delle tarme
- permetrina: tipicamente uno spray (ha una bassa tossicità per i mammiferi, ma è molto pericolosa per i gatti)
- piretrinoidi: per esempio deltametrina
- regolatori della crescita degli insetti: fermano il ciclo vitale
- prodotti antitarme in palline: ci sono due tipi di prodotti: i più vecchi sono prodotti con naftalene, i più recenti con diclorobenzene. Entrambi sublimano in gas più pesanti dell'aria e devono raggiungere un'elevata concentrazione per essere efficaci. Un'alternativa più sicura e più naturale è la canfora
- cedro: la sua utilità come deterrente è dubbia. L'olio volatile del cedro della Virginia (Juniperus virginiana) è in grado di uccidere le larve, ma è difficile mantenere una concentrazione sufficiente perché abbia effetto. Inoltre, il cedro perde la sua qualità dopo alcuni anni
- Ozono: Insaccare il prodotto ed insufflare gas d'ozono nel sacco, la durata del trattamento dipende dalle caratteristiche del generatore, il produttore potrà fornire sufficienti informazioni al riguardo. L'ozono è tossico per le tarme, penetra in profondità nelle fibre dei tessuti, attuando la disinfestazione. Per mantenere sotto controllo il problema, il trattamento deve essere ripetuto almeno per 3 volte (una volta al mese).

Per quanto riguarda i prodotti chimici è consigliabile applicarli usando un diffusore spray, accertandosi di utilizzarne in quantità sufficiente. Trattare una volta al mese per i primi tre mesi e poi una volta ogni quattro mesi per mantenere l'infestazione sotto controllo.